# Wereldkampioenschappen boksen mannen 2023
De wereldkampioenschappen boksen 2023 vonden plaats van 30 april tot en met 14 mei 2023 in de Humo Arena in Tasjkent, Oezbekistan.
Er werden geldprijzen uitgekeerd aan de medaillewinnaars: US$ 200.000 aan de gouden medaillewinnaars, US$ 100.000 aan winnaars van zilver en US$ 50.000 aan winnaars van brons.
Er waren geen Belgische en Nederlandse deelnemers vanwege een boycot.

## Medailles
| Gewichtsklasse                   | Goud                    | Zilver                              | Brons                                      |
| -------------------------------- | ----------------------- | ----------------------------------- | ------------------------------------------ |
| Minimumgewicht (46 – 48 kg)      | Sanzhar Tashkenbay      | Sakhil Alakhverdovi                 | Alejandro Claro Fiz Edmond Choedojan       |
| Vlieggewicht (48 – 51 kg)        | Hasanboy Doesmatov      | Billal Bennama                      | Deepak Deepak Martín Molina Salvador       |
| Bantamgewicht (51 – 54 kg)       | Makhmud Sabyrkhan       | Oybek Juraev                        | Yosvany Veitía Soto Dmitri Dvali           |
| Vedergewicht (54 – 57 kg)        | Abdumalik Khalokov      | Saidel Ivan Horta Rodriguez Del Rey | Mohammad Hussamuddin Munarbek Seitbek-Uulu |
| Lichtgewicht (57 – 60 kg)        | Sofiane Oumiha          | Erislandy Álvarez                   | Mohammad Abu Jajeh Vsevolod Sjoemkov       |
| Halfweltergewicht (60 – 63,5 kg) | Ruslan Abdullaev        | Baatarsükhiin Chinzorig             | Hovhannes Bachkov Bakhodur Usmonov         |
| Weltergewicht (63,5 – 67 kg)     | Asadkhuja Muydinkhujaev | Dulat Bekbauov                      | Lasha Guruli Misheelt Battumur             |
| Halfmiddengewicht (67 – 71 kg)   | Aslanbek Shymbergenov   | Saidjamshid Jafarov                 | Nishant Dev Wanderson de Oliveira          |
| Middengewicht (71 – 75 kg)       | Yoenlis Hernández       | Wanderley Pereira                   | Alokhon Abdullaev Moreno Fendero           |
| Halfzwaargewicht (75 – 80 kg)    | Nurbek Oralbay          | Tuohetaerbieke Tanglatihan          | Gazimagomed Jalidov Imam Chatajev          |
| Cruisergewicht (80 – 86 kg)      | Sjaraboetdin Atajev     | Loren Berto Alfonso Domínguez       | Georgii Kushitashvili Rogelio Romero       |
| Zwaargewicht (86 – 92 kg)        | Moeslim Gadzjimagomedov | Aziz Abbes Mouhiidine               | Lazizbek Mullojonov Narek Manasian         |
| Superzwaargewicht (+92 kg)       | Bahodir Jalolov         | Fernando Alejandro Arzola López     | Mahammad Abdullayev Ayoub Ghadfa           |

Bron: AIBA

## Medaillespiegel
| Plaats | Land         | Goud | Zilver | Brons | Totaal |
| 1      | Oezbekistan  | 5    | 2      | 2     | 9      |
| 2      | Kazachstan   | 4    | 1      | 0     | 5      |
| 3      | Rusland      | 2    | 0      | 4     | 6      |
| 4      | Cuba         | 1    | 3      | 2     | 6      |
| 5      | Frankrijk    | 1    | 1      | 1     | 3      |
| 6      | Georgië      | 0    | 1      | 2     | 3      |
| 7      | Azerbeidzjan | 0    | 1      | 1     | 2      |
| 7      | Brazilië     | 0    | 1      | 1     | 2      |
| 7      | Mongolië     | 0    | 1      | 1     | 2      |
| 10     | China        | 0    | 1      | 0     | 1      |
| 10     | Italië       | 0    | 1      | 0     | 1      |
| 12     | India        | 0    | 0      | 3     | 3      |
| 12     | Spanje       | 0    | 0      | 3     | 3      |
| 14     | Armenië      | 0    | 0      | 2     | 2      |
| 15     | Jordanië     | 0    | 0      | 1     | 1      |
| 15     | Mexico       | 0    | 0      | 1     | 1      |
| 15     | Kirgizië     | 0    | 0      | 1     | 1      |
| 15     | Tadzjikistan | 0    | 0      | 1     | 1      |
| Totaal | Totaal       | 13   | 13     | 26    | 52     |

## Deelnemende landen
538 boksers uit 107 landen namen deel.
1. Afghanistan (2)
2. Albanië (6)
3. Algerije (7)
4. Angola (2)
5. Antigua en Barbuda (1)
6. Armenië (11)
7. Australië (9)
8. Azerbeidzjan (13)
9. Bahama's (1)
10. Bahrein (2)
11. Barbados (1)
12. Bosnië en Herzegovina (2)
13. Botswana (4)
14. Brazilië (7)
15. Bulgarije (10)
16. Burundi (3)
17. China (10)
18. Chinees Taipei (8)
19. Colombia (5)
20. Comoren (3)
21. Congo-Kinshasa (7)
22. Cookeilanden (1)
23. Cuba (13)
24. Cyprus (1)
25. Dominicaanse Republiek (9)
26. Duitsland (2)
27. Ecuador (6)
28. Egypte (2)
29. El Salvador (3)
30. Ethiopië (3)
31. Fiji (2)
32. Frankrijk (11)
33. Frans-Polynesië (1)
34. Gambia (3)
35. Georgië (10)
36. Ghana (6)
37. Griekenland (3)
38. Guatemala (3)
39. Guinee (2)
40. Guyana (2)
41. Haïti (2)
42. Hongarije (7)
43. Hongkong (3)
44. India (13)
45. Indonesië (4)
46. Iran (7)
47. Israël (7)
48. Italië (6)
49. Jamaica (2)
50. Japan (9)
51. Jordanië (11)
52. Kaapverdië (1)
53. Kameroen (4)
54. Kazachstan (13)
55. Kenia (8)
56. Kirgizië (13)
57. Kroatië (3)
58. Lesotho (3)
59. Luxemburg (1)
60. Mali (1)
61. Marokko (7)
62. Mauritius (2)
63. Mexico (9)
64. Moldavië (10)
65. Mongolië (10)
66. Montenegro (1)
67. Mozambique (4)
68. Nepal (2)
69. Niger (1)
70. Nigeria (3)
71. Noord-Macedonië (2)
72. Oeganda (1)
73. Oezbekistan (13)
74. Oostenrijk (4)
75. Pakistan (1)
76. Palestina (3)
77. Panama (2)
78. Paraguay (3)
79. Polen (1)
80. Puerto Rico (3)
81. Roemenië (3)
82. Rusland (13)
83. Saint Lucia (1)
84. Schotland (1)
85. Senegal (4)
86. Servië (9)
87. Sierra Leone (2)
88. Slovenië (2)
89. Spanje (11)
90. Sri Lanka (1)
91. Swaziland (4)
92. Syrië (3)
93. Tadzjikistan (12)
94. Tanzania (4)
95. Thailand (6)
96. Tonga (1)
97. Trinidad en Tobago (7)
98. Turkije (11)
99. Turkmenistan (10)
100. Venezuela (3)
101. Verenigde Arabische Emiraten (3)
102. Wit-Rusland (8)
103. Zambia (3)
104. Zimbabwe (4)
105. Zuid-Afrika (4)
106. Zuid-Korea (11)
107. Zweden (2)